# گری‌ویل (ایلینوی)
گری‌ویل، ایلینوی (به انگلیسی: Grayville, Illinois) یک شهر در ایالات متحده آمریکا با جمعیت ۱٬۷۲۵ نفر است که در ایلی‌نوی واقع شده‌است.

## موقعیت جغرافیایی
موقعیت جغرافیایی شهرها و مناطق اطراف به شرح زیر است: